# Eco-emoties
Eco-emoties zijn gevoelens die ontstaan als reactie op milieuproblemen, ecologische veranderingen en de klimaatcrisis. Het begrip omvat een breed spectrum aan emotionele reacties, van verdriet en schuldgevoelens tot hoop en strijdvaardigheid. Deze emoties worden steeds vaker erkend als een belangrijk onderdeel van hoe mensen de klimaatcrisis ervaren en erop reageren. Volgens Klimaatpsychologie kunnen eco-emoties een belangrijke rol spelen in hoe individuen zich engageren voor klimaatactie, doordat ze mensen kunnen motiveren om actie te ondernemen of zich juist tot inactiviteit te dwingen, afhankelijk van hoe ze worden verwerkt.
In 2023 verscheen een uitgave van de European Federation of Psychologists’ Associations (EPFA) waarin een lijst is opgenomen met wetenschappelijke termen en emoties rondom eco-emoties:
- Klimaatstress/eco-stress: psychosociale en fysiologische bedreigingen door de klimaatcrisis.
- Eco-woede: gericht op de politiek of vervuilende industrieën.
- Eco-angst: chronisch angst.
- Eco-schuldgevoel: schuldgevoelens over de eigen bijdrage aan milieuschade.
- Eco-rouw: verdriet om verlies van natuur, soorten of landschappen.
- Warm glow: een krachtig gevoel van motivatie en mogelijkheden, ondanks de ernst van de situatie.

Volgens de werkgroep van de EPFA verwijzen eco-emoties naar de 'affectieve reacties' die significant verband houden met de eco-sociale crisis'.
Daarnaast wordt de klimaatspagaat beschreven als een innerlijk conflict tussen wat iemand waardevol vindt en hoe diegene handelt of ervaart.

## Eco-emoties en mentale gezondheid
Volgens een rapport van Weronika Kałwak over de impact van klimaatverandering op de mentale gezondheid in Europa, zijn eco-emoties steeds vaker erkend als belangrijke psychologische reacties op de klimaatcrisis. Deze emoties worden gezien als natuurlijke reacties op de onzekerheid voor de toekomst van de planeet en de maatschappelijke gevolgen van klimaatverandering. Het document benadrukt dat het belangrijk is deze emoties te begrijpen en te adresseren, aangezien ze kunnen leiden tot serieuze mentale gezondheidsproblemen.
Daarnaast wordt in het rapport gesteld dat het erkennen van eco-emoties essentieel is voor het bevorderen van psychologische veerkracht en het ondersteunen van individuen in hun verwerking van klimaatverandering. Dit kan bijvoorbeeld door het aanbieden van mentale gezondheidszorg die specifiek gericht is op de uitdagingen die de klimaatcrisis met zich meebrengt, zoals therapieën, workshops en ondersteunende netwerken.
Deze benadering past binnen het bredere kader van klimaatpsychologie, waarbij het doel is om mensen te helpen omgaan met de psychologische en emotionele gevolgen van milieuproblemen.

## Herkenning en normalisering
Het erkennen van eco-emoties wordt steeds belangrijker in de klimaatpsychologie en educatie. Het normaliseren van deze gevoelens helpt mensen om niet te vervallen in apathie of verlamming, maar eerder om ze te gebruiken als brandstof voor actie of verbinding.
In Klimaatpsychologie wordt gesteld dat het normaliseren van eco-emoties mensen kan helpen om meer betrokken te raken bij duurzame gedragingen en klimaatacties, doordat ze de emoties niet als blokkade ervaren, maar als een katalysator voor positieve verandering.

## Collectieve beleving
Eco-emoties worden niet alleen individueel ervaren, maar ook gedeeld in gemeenschappen, gespreksgroepen en sociale bewegingen. Vooral jongeren rapporteren vaak gevoelens van klimaatangst en machteloosheid, maar vinden steun bij elkaar in klimaatactiegroepen of in therapie.

## Verwerking en ondersteuning
Steeds meer coaches, psychologen en organisaties bieden begeleiding rond eco-emoties. Dit gebeurt via workshops, gesprekstools, kunst, rituelen of natuurbeleving.